# 高橋俊龍
高橋 俊龍（たかはし しゅんりゅう、1932年3月9日 - 2019年2月18日）は、日本の地方公務員。東京都港湾局長や、東京都副知事、東京都競馬代表取締役社長、ゆりかもめ代表取締役社長などを歴任した。

## 人物・経歴
山形県西置賜郡白鷹町出身。山形県立長井高等学校を経て、1954年東京教育大学教育学部卒業。1966年中央区教育委員会事務局社会教育課長。1967年中央区教育委員会事務局学務課長。1969年中央区総務部財務課長。1971年東京都総務局人事部給与課長。1972年東京都総務局人事部調査課長。1976年東京都監察員。1977年東京都公害局参事。1979年東京都総務局勤労部長。1982年東京都総務局総務部長。1983年東京都人事委員会事務局長。1987年から東京都港湾局長を務め、東京港の知名度向上に尽力。1991年から東京都副知事を務め、臨海副都心開発再検討委員会委員長として、東京臨海副都心建設にあたるなどした。1995年東京港埠頭公社理事長。1999年東京都競馬代表取締役社長。竹芝地域開発代表取締役社長、ゆりかもめ代表取締役社長、東京卸売市場審議会会長、東京鷹桜同窓会会長、山形県東京連合会会長、首都圏白鷹会会長なども務めた。2004年、瑞宝中綬章を受章。2019年2月18日死去。

## 監修書
- 『東京港 きのう今日あした』東京港開港50周年記念事業実行委員会 1991年